# 2001–2002-es magyar női labdarúgó-bajnokság (első osztály)
A 2001–2002-es magyar nemzeti női labdarúgó-bajnokság első osztálya  hat csapat részvételével 2001. augusztus 25-én  rajtolt. A címvédő 1. FC Femina megvédte elsőségét.

## A bajnokság csapatai
A 2001–2002-es magyar nemzeti labdarúgó-bajnokság első osztályát hat csapat részvételével rendezték meg, melyből három fővárosi, három vidéki egyesület volt.

## Végeredmény
| #  | Csapat                      | M  | GY | D | V  | G+ – G– | GK  | P  | Megjegyzések                          |
| -- | --------------------------- | -- | -- | - | -- | ------- | --- | -- | ------------------------------------- |
| 1. | Auto-Trader-FeminaCV        | 20 | 18 | 0 | 2  | 72–19   | +53 | 54 | 2002–2003-as UEFA női bajnokok ligája |
| 2. | Renova-Mega Toys            | 20 | 13 | 1 | 6  | 64–16   | +48 | 37 |                                       |
| 3. | Viktória FC-Szombathely     | 20 | 12 | 1 | 7  | 46–26   | +20 | 37 |                                       |
| 4. | Miskolci VSC-CsúcstechnikaÚ | 20 | 8  | 0 | 12 | 32–36   | −4  | 24 |                                       |
| 5. | Verda 5000-László Kórház SC | 20 | 3  | 0 | 17 | 19–78   | −59 | 9  |                                       |
| 6. | Győri ETO FCÚ               | 20 | 3  | 0 | 17 | 17–75   | −58 | 9  |                                       |

Utolsó frissítés: 2002. június 19. 
Forrás: Futballévkönyv 2002, I. Magyar labdarúgás, Aréna 2000 Kiadó, Budapest, 2003, 390. o., ISSN 1585-2172 
A rangsorolás alapszabályai: 1. összpontszám, 2. győzelmek száma, 3. egymás elleni eredmények összpontszáma,  4. egymás elleni eredmények gólkülönbsége, 5. egymás elleni eredmények szerzett góljainak száma 6. gólkülönbség, 7. szerzett gólok száma.
(B): Bajnokcsapat, (K): Kieső csapat, (F): Feljutó csapat, (I): Kupainduló, (R): A rájátszás győztese, (KGY): Kupagyőztes

A bajnok Femina játékosai
Bauer Istvánné (15), Kövesi Gabriella (5), kapusok – Benkő Mónika (1), Bilicsné Kerekes Anikó (18), Bökk Katalin (1), Deli Anikó (5), Erdei Barbara (16), Faigl Zsófia (1), Ferenczi Anna (13), Gáspár Cecília (7), Horváth Tünde (16), Jagicza Ágnes (10), Kanta Krisztina (13),  Lévay Andrea (11), Mészáros Gizella (10), Móring Zsuzsanna (15), Paraoánu Aranka (13), Pádár Anita (19), Ruff Szilvia (15), Sebestyén Györgyi (14), Sümegi Éva (18), Szekér Anita (20), Várkonyi Orsolya (1).
Edző: Kiss László
Az ezüstérmes Renova játékosai
Sipos Hajnalka (14),  Vincze Anikó (7), kapusok – Agócs Annamária (4), Bánhidi Orsolya (1), Belső Mónika (15), Bökk Katalin (9), Buj Emese (7), Deák Andrea (5), Dörömbözi Csilla (6), Galgócz Edina (1), Gavalda Réka (6), Korcsogh Orsolya (4), Efroszina Kovacseva (15), Lubai Mónika (8),  Milassin Erzsébet (14), Nagy Anett (10), Papp Tamara (15), Selmeci Ágnes (13), Smuczer Angéla (15), Szabó Ildikó (13), Szegedi Réka (5), Tóth Csilla (1), Tóth Judit (10), Vágvölgyi Csilla (13), Wikidál Gabriella (3).
Edző: Garay János (ősszel), Hagymási Zoltán (tavasszal)
A bronzérmes Viktória FC játékosai
Bezsenyi Júlia (19),  kapus – Bauer Ágota (4), Danné Varga Tünde (3), Dömötör Katalin (5), Fenyvesi Judit (19), Görög Emese (15), Horváth Nóra (2), Kaczmarski Ágnes (19), Kenikker Beáta (5), Lukács Kinga (2), Lukács Lívia (6), Markó Edina (19), Nemes Nóra (1), Németh Árpádné (13), Péter Zsanett (10), Pintér Hedvig (9),  Szabó Erika (9), Szanyi Katalin (19), Tájmel Veronika (3), Takács Nikoletta (9), Tóth Adrienn (18), Tóth Enikő (19), Weisz Szilvia (19).
Edző: Markó Edina

## A góllövőlista élmezőnye
| Gól | Név                 | Csapat        |
| --- | ------------------- | ------------- |
| 24 | Pádár Anita         | Femina        |
| 16 | Nagy Anett          | Renova        |
| 12 | Weisz Szilvia       | Viktória FC   |
| 11 | Móring Zsuzsanna    | Femina        |
| 10 | Ruff Szilvia        | Femina        |
| 10 | Tóth Adrienn        | Viktória FC   |
| 10 | Fekete Nikolett     | Győri ETO FC  |
| 9 | Bökk Katalin        | Renova        |
| 9 | Szabó Ilona         | Miskolci VSC  |
| 7 | Efroszina Kovacseva | Renova        |
| 7 | Markó Edina         | Viktória FC   |
| 6 | Sümegi Éva          | Femina        |
| 6 | Dörömbözi Csilla    | Renova        |
| 5 | Ferenczi Anna       | Femina        |
| 5 | Szekér Anita        | Femina        |
| 5 | Papp Tamara         | Renova        |
| 5 | Kovács Anita        | Miskolci VSC  |
| 5 | Fogl Katalin        | László Kórház |
| Forrás: Futballévköny 2002, I. Magyar labdarúgás, Aréna 2000 Kiadó, Budapest, 2003, 390. o., ISSN 1585-2172 |                     |               |